# John R. Steelman
John Roy Steelman (23 de junho de 1900 - 14 de julho de 1999) foi um político americano. Foi o primeiro assistente do Presidente dos Estados Unidos, servindo o presidente Harry S. Truman de 1946 até 1953. John depois se tornou Chefe de Gabinete da Casa Branca.
Steelman estudou no Colégio Henderson Brown em Arkadelphia, Arkansas e entrou para a Universidade Vanderbilt em 1924, formando-se na Universidade da Carolina do Norte em 1928. Trabalhou como professor de Sociologia e Economia na Universidade de Montevallo em Montevallo, Alabama de 1928-1934.
Antes de entrar para a Casa Branca, Steelman serviu como:
- Comissário de Conciliação, Serviço de Conciliação dos EUA, Departamento de Trabalho 1934-36;
- Assistente Especial do Secretário do Trabalho 1936-1937;
- Diretor, Serviço de Conciliação dos EUA, Departamento de Trabalho 1937-1944;
- Assistente Especial do Presidente, 1945-1946;
- Diretor, Escritório da Mobilização da Guerra e Reconversão, 1946.